# 보니파시오 글로벌 시티

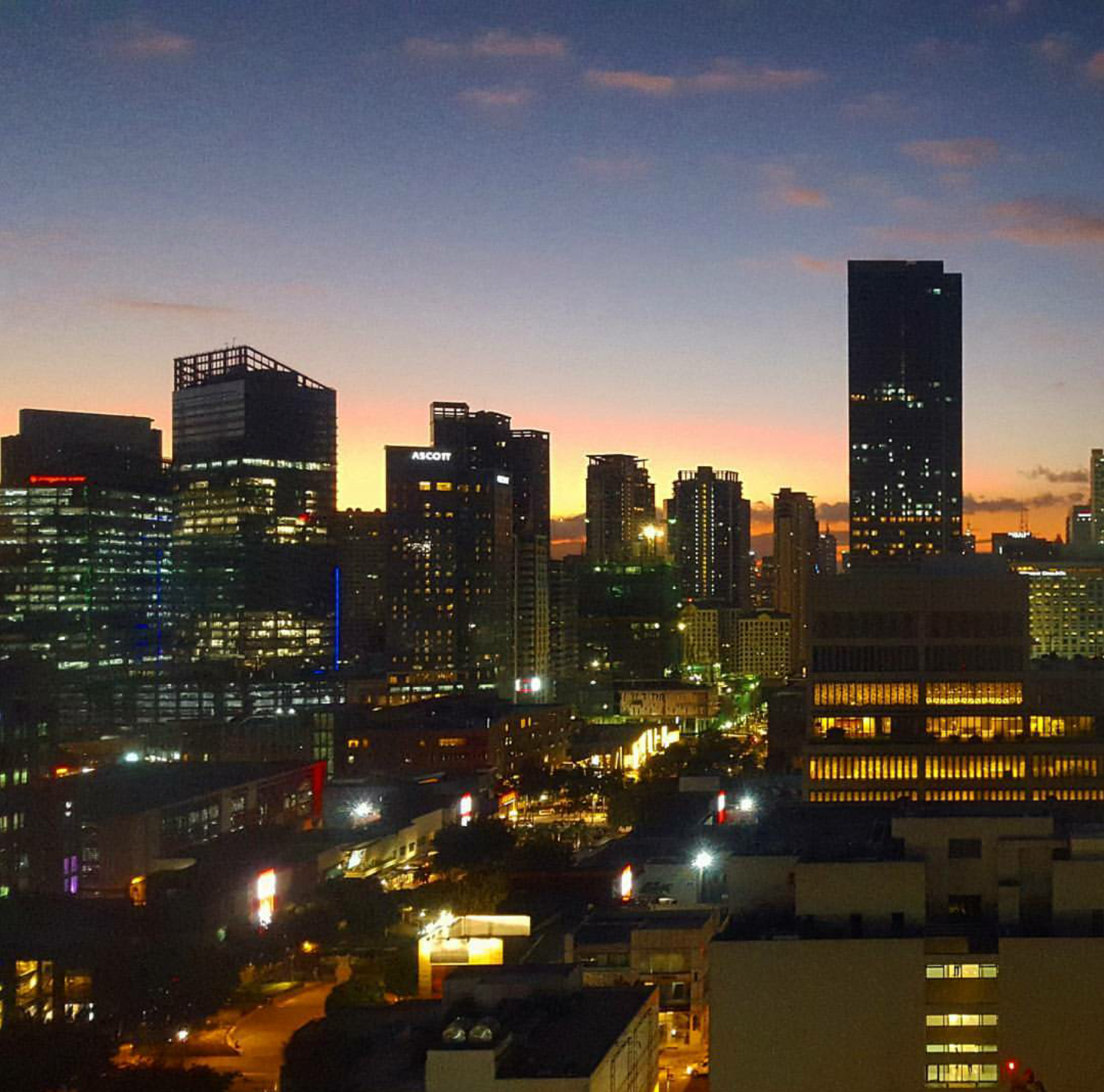
보니파시오 글로벌 시티 전경

보니파시오 글로벌 시티(Bonifacio Global City, BGC, Global City 또는 The Fort)는 필리핀 메트로마닐라 타귁시(Taguig City)의 금융 지구이다. 이전에 마카티(Makati)와 타귁(Taguig) 사이에서 분쟁을 겪은 지역의 마닐라 중심에서 남동쪽으로 11km(6.8 마일) 떨어진 곳에 위치해 있다. 이 지역은 현재 따귁(Taguig)시의 관리하에 있다. 최근 수년간 BCDA(Bases Conversion and Development Authority)에 의해 군사 토지 매각을 통해 강력한 상업적 성장을 경험했고, 전 지구는 필리핀 육군 진영의 일부였다. 1995년 Bonifacio Land Development Corporation (BLDC)은 주요도시개발계획을 시작했다. 보니파시오는 필리핀의 신도시로 다양한 볼거리와 문화시설, 학교, 병원, 쇼핑시설, 공원 등 마닐라 최고의 시설물들이 들어서 있다.

## 시설

### 보니파시오 하이스트리트(Bonifacio Highstreet)

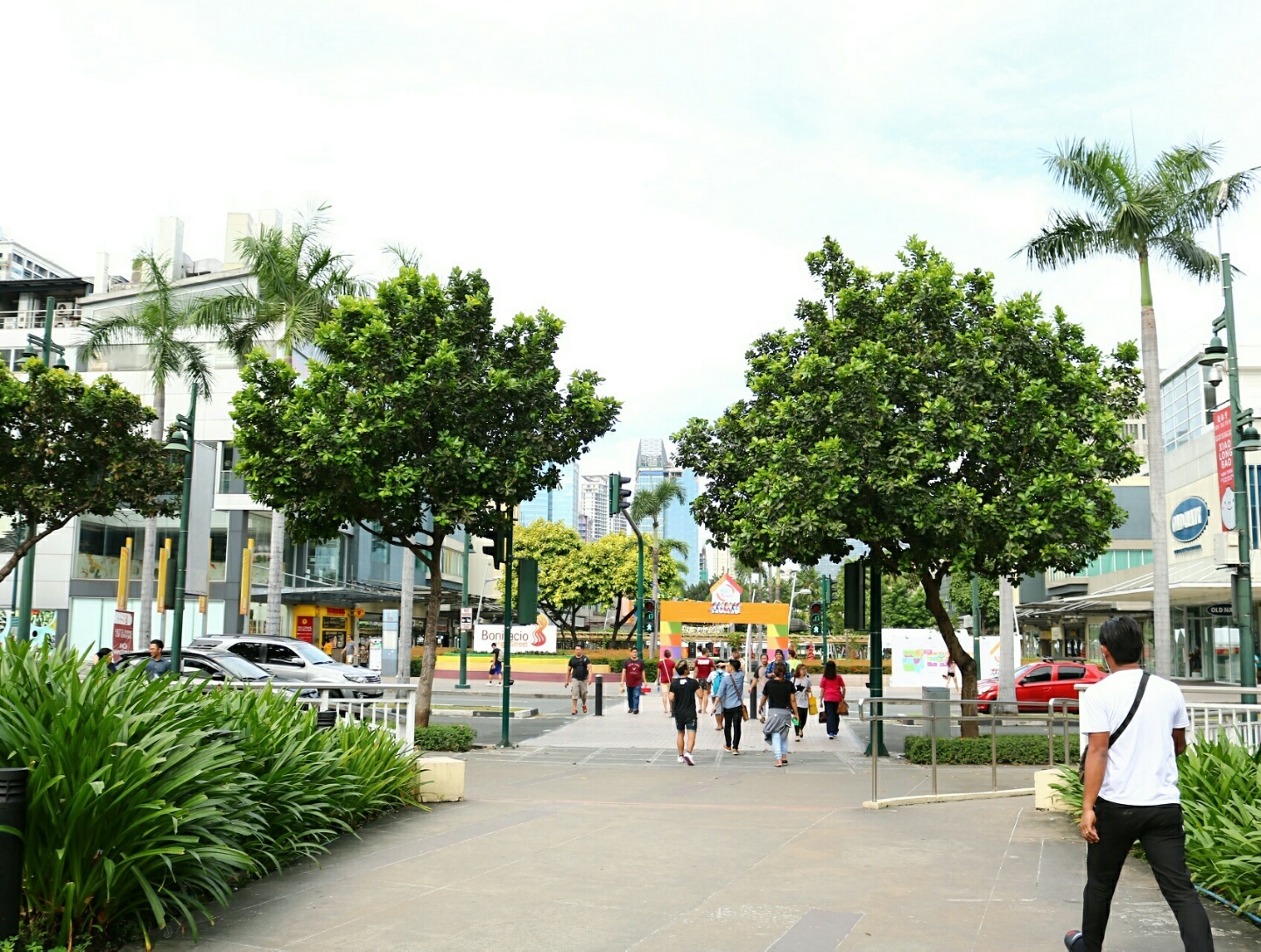
Highstreet_Front

보니파시오 하이 스트리트 (Bonifacio High Street)는 필리핀 최초의 주거용 소매 유통 개념으로, 1킬로미터 길이의 가로수 길과 40미터 길이의 공원으로, 쌍둥이 거리의 플래그십 스토어와 성공한 브랜드가 들어와 있다. 또한 중앙 공원을 따라 다양한 인터랙티브 공공 예술 작품과 상층에 권위있는 기업이 있다.
보니파시오 하이 스트리트는 보니파시오 글로벌 시티의 핵심을 이루며 첨단 기술 사무소 및 주거용 건물, 번화 한 소매점 및 보행자 친화적인 도로 및 통로로 구성된 3x3 매트릭스로 설계되어있다. 5번가와 11번가와 32번가와 26번가는 도심의 경계선 역할을 한다. 제 29거리를 포위하는 소매 산책로는 풍부한 조경 지역을 특징으로 한다. 디자인 컨셉은 잘 알려진 브랜드와 활동 포드를 통해 동서로 중앙 출입을 중심으로 이루어진다. 여기서 지상에서 소매점을 제공하고 2층에 사무실을 제공한다. City Square Blocks는 조경이 잘 된 지역과 공원을 갖추고 있다. 보니파시 글로벌 시티의 사람들이 모이는 지역 사회 활동을 위한 장소이다. 호텔, 회의 시설 및 오락 장소를위한 이상적인 장소이다.

#### 포브스 타운 센터(Forbes Town Center)
포브스 타운 센터 (Forbes Town Center)는 메가 월드 (Megaworld)의 5 헥타르에 이르는 타운십 공동체로 8 개의 포브스 타운로드, 포브스우드 하이츠, 포브스 우드 파크 레인 및 벨라지오 콘도 등이 있다. 그것은 저밀도 주거 개발, 쇼핑 스트립, 식사 경험, 스포츠 애호가 및 취미 상점, 은행 및 기타 서비스 시설의 조합을 가지고 있다. 포브스 타운 센터 (Forbes Town Center)는 포트 보니 파시오 (Fort Bonifacio) 중심부에 있는 5 헥타르 규모의 150 억 PHP 타운이다. 메트로 마닐라의 최신 중앙 비즈니스 지구에 등장하는 주요 랜드 마크 중 하나이다. 포브스 타운 센터에는 3,500 개 이상의 주거 시설을 갖춘 12 개의 주거용 건물이 있다. 지역 사회는 마닐라 폴로 클럽, 마닐라 골프 및 컨트리 클럽, 포브스 파크 및 다스 마리 냐스 빌리지와 인접 해 있다. 따라서 주민들은 마닐라 골프장을 한시도 반 파노라마로 볼 수 있다. 포브스 타운 센터 (Forbes Town Center)의 주요 활동은 포브스 타운로드 (Forbes Town Road)이다. 이곳에는 37 개의 레스토랑과 상점이 있으며,이 지역에는 3 개의 벨라지오 타워 거주자, 포브스우드 하이츠 (Forbeswood Heights) 6 개 타워, Forbeswood Parklane 및 53 층짜리 Forbes Town Road 8 번지가 있다. 이것은 또 다른 요새 보니 파시오 (Fort Bonifacio)의 랜드 마크인 Burgos Circle (주거 콘도미니엄을 갖춘 여가 공간)과 작은 공원과 연결되어 있다. 콘도미니엄의 편리한 위치와 최고급 리조트 스타일의 편의 시설과 함께이 상업 센터는 절대 레저의 라이프 스타일을 형성한다.
| 번호 | 장소                                        |
| ---- | ------------------------------------------- |
| 1    | St. Luke’s Global City                      |
| 2    | S&R                                         |
| 3    | BGC Central Business District               |
| 4    | Bonifacio High Street                       |
| 5    | Serendra                                    |
| 6    | Market! Market! mall and transportation hub |
| 7    | McKinley Hill                               |
| 8    | Access to EDSA, C5, and Kalayaan            |

### 맥킨리 힐스(Mckinley hills)

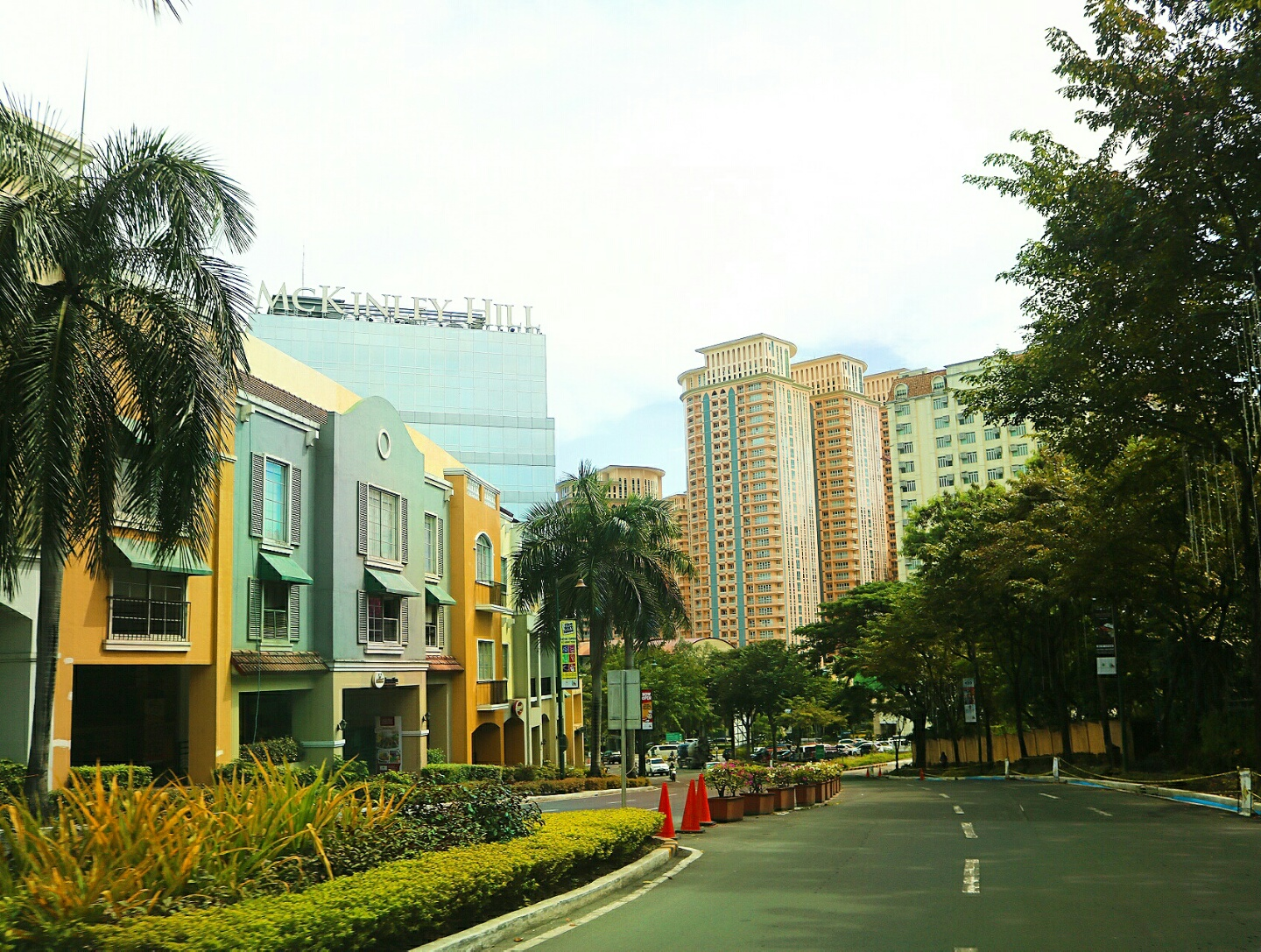
Lower Mckinley Hills

맥킨리 힐 (McKinley Hill)은 메트로 마닐라의 메가 월드 개발 프로젝트 중 50 헥타르로 가장 넓은 곳이다. 매킨리 힐 (McKinley Hill)은 요새 보니파시오(Fort Bonifacio)에 위치한 메트로폴리탄 비즈니스의 새로운 중심지인 Taguig City에 위치하고 있으며 34 개의 주거용 콘도미니엄 건물에 4,713 개의 콘도미니엄 유닛과 482 개의 주거용 로지가 있으며 17 개 사무소에 300,000 평방 미터의 사무실 공간이 있다. 맥킨리 힐 (McKinley Hill)은 메가 월드의 "라이브 워크 플레이 러닝 숍"개발 컨셉을 완벽하게 준수하여 단독 주택, 타운 하우스, 중간 높이의 콘도미니엄, 고층 럭셔리 레지던스, BPO 오피스 빌딩, 베네치아 테마 쇼핑몰 및 이벤트 개최지 등이 있다. 중국국제학교마닐라(China International School Manila), 프랑스의 Alain Ducasse Education 및 미국의 Thunderbird School of Global Management와 파트너 관계를 맺고있는 경영 학교 Enderun Colleges; 필리핀 최초의 한국 국제 학교인 필리핀한국국제학교가 있다.

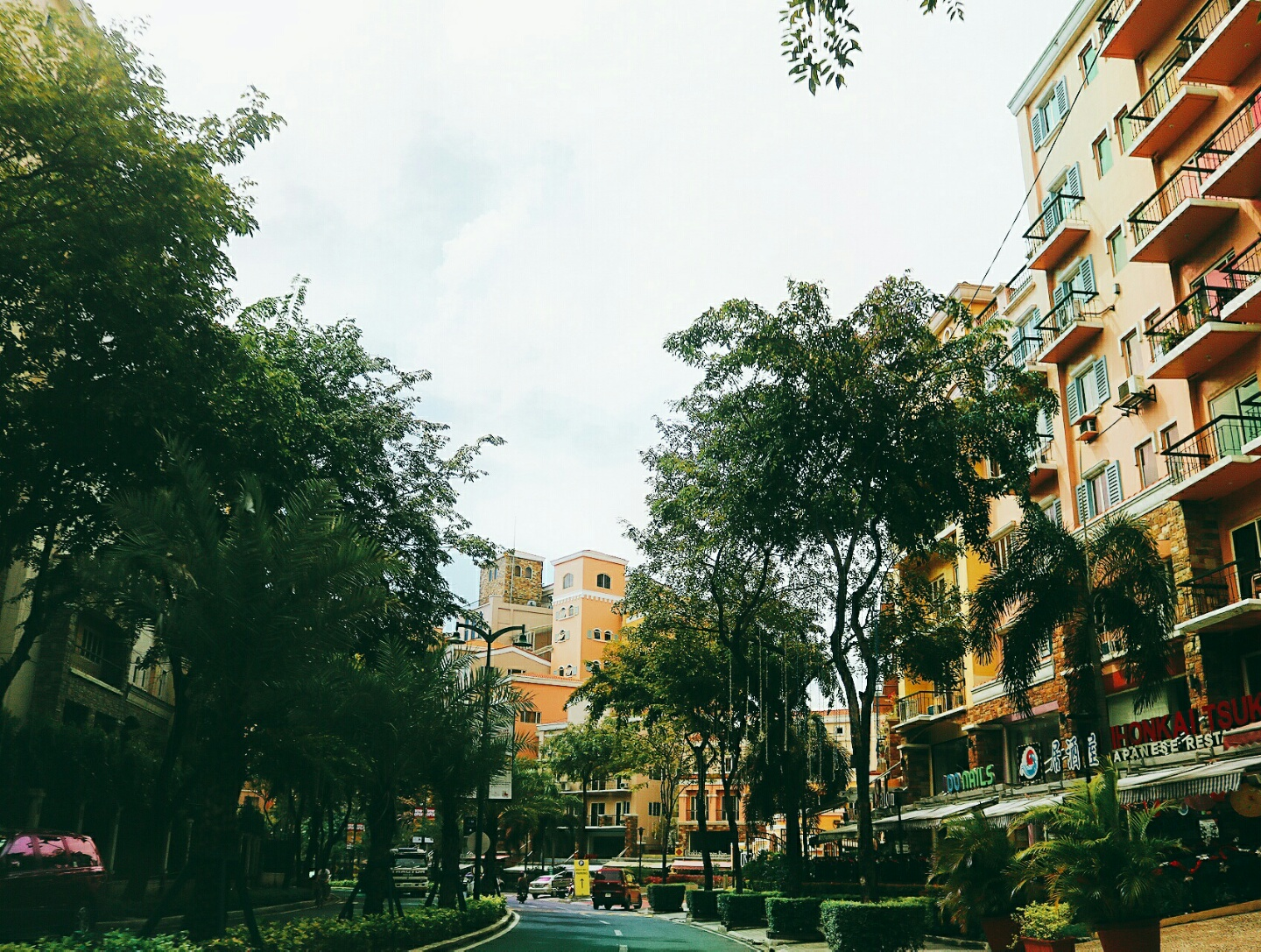
Upper Mckinley hills

### 세렌드라
세렌드라(serendra)는 11 번가와 McKinley Parkway 사이의 Bonifacio Global City에 있다.이는 도시의 편리함 속에서 은혜로운 교외 생활 방식을 제공한다. 니카라구아 재스민 나무에서 꽃이 만발한 벚꽃 나무가 톰 베리 지아로 가득하며 대나무 덩어리가 코이로 가득 찬 연못에 흔들리는 Serendra는 압도적인 평온함을 정신에 제공하는 독특한 정원 환경을 제공한다. 이 개인 구역 내에 거주자는 전용 스파, 지하 배드민턴, 농구 코트, 여러 개의 수영장, 체육관 등의 고급 시설을 이용할 수 있다.

### 쇼핑 장소

#### 마켓!마켓!(Market!Market!)
마켓 마켓은 보니파시오 하이스트릿(Bonifacio High Street)및 세렌드라(Serendra) 건너편에 위치해 있다. 현재 이 쇼핑몰은 SM 프라임 홀딩스 (SM Prime Holdings)의 고급 쇼핑몰 인 SM Aura Premier (C5 Road에 위치)와의 시장 경쟁에 대비하기 위해 몇 가지 주요 개조 공사를 진행 중에 있다.

#### 에스엠 아우라(SM Aura)
에스엠 아우라의 개발에는 다층의 녹색 지붕 인 SkyPark가 포함된다. 알 프레스코 바 및 레스토랑, 조각 및 식물원, 삼성 홀 및 250 석의 산 페드로 칼 렁소 채플 (Chung of San Pedro Calungsod)이라고 불리는 1,000 석 규모의 공연장이 있다. 프리미어 쇼핑몰로 필리핀의 다른 SM 백화점과는 차별화가 된다.

##### 컨셉트
SM Prime Holdings는 지속 가능한 디자인과 에너지 효율성의 최전선에 서 있다. 미래를 위한 더 깨끗하고 나은 환경을 향한 과감한 조치를 적극적으로 취한다. SM 프라임의 최신 쇼핑몰 인 SM Aura Premier는 시각적 인 미학뿐만 아니라 고객, 세입자 및 직원 모두의 즐거움과 편리함을 위해 잘 설계된 건축 및 운영 하이라이트로 인근 건물에서 눈에 띄도록 설계되었다.SM Aura Premier은 수십 년 동안 소매 업계에서 찬사를받은 독특한 SM 터치로 세계적 수준의 서비스를 제공하고 세계 최고 수준의 매장을 운영하며 세계 최고 수준의 매장을 제공하고 있다.

##### 업적과 수상
SM Aura Premier는 LEED (Leadership in Energy and Environmental Design)의 필리핀 최초의 상업 센터 인증 골드가 될 태세이다. LEED 인증은 녹색 건축 및 건설에 적용되는 엄격한 규정을 준수하는 기관에 수여되는 국제적으로 인정받는 표준이다. 그것은 미국 녹색 건축위원회 (Green Building Council)에 의해 별개의 소수의 사람들에게 수여 된 인용문이다.

#### S&R
S & R은 미국에서 소개 된 창고 멤버십 쇼핑 체인을 모델로 한 멤버쉽 쇼핑 클럽이다. 핵심 개념은 적극적인 구매, 저비용 유통 및 간소화 된 운영에 매달린 효과적이고 효율적인 시스템을 통해 회원 고객에게 중요한 가치를 제공하는 것이다. S & R은 귀하의 개인적 및 사업 적 필요를 충족시키기 위해 값진 포장 크기의 수입 품목 및 현지 품목을 광범위하게 선택할 수 있다.

##### S & R이 제공하는 것
S & R은 매일 제공되는 회원 만족도, 타의 추종을 불허하는 저축 및 가치를 보장하는 현지 및 국제 브랜드 이름으로 고품질의 제품을 제공한다. S & R은 세계 각지에서 수입 된 식료품과 다양한 고급 와인 및 주류를 제공한다.

### 교육 기관
| 번호 | 학교이름        |
| ---- | --------------- |
| 1    | ISM             |
| 2    | CISM            |
| 3    | KISP            |
| 4    | BSM             |
| 5    | Enderun College |

추가적으로:
Manila Japanese School,
Meridian International College,
Colegio de San Agustin,
STI College Global City,
Assumption College,
Don Bosco Makati,
Asian Institute of Management,
Ateneo de Manila Professional Schools 이 있다.